# Mehmet Scholl
Mehmet Tobias Scholl (geboren als Mehmet Tobias Yüksel) (Karlsruhe, 16 oktober 1970) is een Duits voormalig profvoetballer en voetbaltrainer met een 
Turkse vader en Duitse moeder. De middenvelder speelde het grootste gedeelte van zijn loopbaan voor topclub Bayern München. Daarvoor stond hij drie seizoenen onder contract bij Karlsruher SC.
Namens Duitsland speelde Scholl van 1995 tot 2002 zesendertig interlands, waarin hij achtmaal scoorde. Hij zat bij de selectie van Die Mannschaft tijdens de WK's van 1998 en 2002 en was ook aanwezig bij de EK's van 1996, dat gewonnen werd, en 2000.
Op 15 augustus 2007 beëindigde Scholl zijn voetballoopbaan tijdens een galawedstrijd tegen FC Barcelona voor de Franz Beckenbauer Cup. Na drieënvijftig minuten werd hij als nummer 7 gewisseld voor de nieuwe nummer 7 van Bayern, Franck Ribéry. Na een lange vakantie ging hij in 2008 als jeugdtrainer bij Bayern München aan de slag.

## Statistieken
| Seizoen               | Club                  | Land                  | Competitie | Wedstrijden | Doelpunten |
| --------------------- | --------------------- | --------------------- | ---------- | ----------- | ---------- |
| 1989/90               | Karlsruher SC         | West-Duitsland        | Bundesliga | 3           | 1          |
| 1990/91               | Karlsruher SC         | Duitsland             | Bundesliga | 27          | 6          |
| 1991/92               | Karlsruher SC         | Duitsland             | Bundesliga | 28          | 4          |
| 1992/93               | Bayern München        | Duitsland             | Bundesliga | 31          | 7          |
| 1993/94               | Bayern München        | Duitsland             | Bundesliga | 27          | 11         |
| 1994/95               | Bayern München        | Duitsland             | Bundesliga | 31          | 9          |
| 1995/96               | Bayern München        | Duitsland             | Bundesliga | 30          | 10         |
| 1996/97               | Bayern München        | Duitsland             | Bundesliga | 23          | 5          |
| 1997/98               | Bayern München        | Duitsland             | Bundesliga | 32          | 9          |
| 1998/99               | Bayern München        | Duitsland             | Bundesliga | 13          | 4          |
| 1999/00               | Bayern München        | Duitsland             | Bundesliga | 25          | 6          |
| 2000/01               | Bayern München        | Duitsland             | Bundesliga | 29          | 9          |
| 2001/02               | Bayern München        | Duitsland             | Bundesliga | 18          | 6          |
| 2002/03               | Bayern München        | Duitsland             | Bundesliga | 18          | 4          |
| 2003/04               | Bayern München        | Duitsland             | Bundesliga | 5           | 0          |
| 2004/05               | Bayern München        | Duitsland             | Bundesliga | 20          | 3          |
| 2005/06               | Bayern München        | Duitsland             | Bundesliga | 18          | 3          |
| 2006/07               | Bayern München        | Duitsland             | Bundesliga | 14          | 1          |
| Bijgewerkt 15-08-2007 | Bijgewerkt 15-08-2007 | Bijgewerkt 15-08-2007 | Totaal     | 392         | 98         |

## Erelijst
Bayern München
- Bundesliga: 1993/94, 1996/97, 1998/99, 1999/00, 2000/01, 2002/03, 2004/05, 2005/06
- DFB-Pokal: 1997/98, 1999/00, 2002/03, 2004/05, 2005/06
- DFB-Ligapokal: 1997, 1998, 1999, 2000, 2004
- UEFA Champions League: 2000/01
- UEFA Cup: 1995/96
- Wereldbeker voetbal voor clubteams: 2001

 Duitsland
- Europees kampioenschap voetbal: 1996

Individueel
- ESM Team van het Jaar: 1995/96, 2000/01
- kicker Bundesliga Team van het Seizoen: 1997/98, 2000/01
- Duits Doelpunt van de Maand: januari 2000, december 2000, februari 2003
- Bravo Otto: 1996, 1997, 2000
- Bayern München All-time XI